# 프나르 데니즈
프나르 데니즈(튀르키예어: Pınar Deniz, 1993년 11월 4일 ~ )는 튀르키예의 배우이다.